# Syzeuctus marshalli
Syzeuctus marshalli är en stekelart som först beskrevs av Cameron 1906.  Syzeuctus marshalli ingår i släktet Syzeuctus och familjen brokparasitsteklar. Inga underarter finns listade i Catalogue of Life.